# سالومون نيريساريكي
سالومون نيريساريكي (بالإنجليزية: Salomon Nirisarike)‏ (20 مارس 1993 بجيسايني في رواندا - ) هو لاعب كرة قدم رواندي في مركز الدفاع. شارك مع منتخب رواندا لكرة القدم. أما مع النوادي، فقد لعب مع رويال أنتويرب ونادي سينت ترويدن وIsonga F.C. ‏.

## وصلات خارجية
- سالومون نيريساريكي على موقع الاتحاد الدولي (مؤرشف)  (الإنجليزية)
- سالومون نيريساريكي على موقع قاعدة بيانات كرة القدم.إي يو (الإنجليزية)
- سالومون نيريساريكي على موقع ناشيونال فوتبول تيمز (الإنجليزية)
- سالومون نيريساريكي على موقع Soccerway.com (الإنجليزية)
- سالومون نيريساريكي على موقع عالم كرة القدم.نت (الإنجليزية)